# Pseudenargia schleppniki
Pseudenargia schleppniki är en fjärilsart som beskrevs av Predota 1934. Pseudenargia schleppniki ingår i släktet Pseudenargia och familjen nattflyn. Inga underarter finns listade i Catalogue of Life.